# Manuel Palafox
Manuel Palafox Ibarrola (Puebla, Puebla, 1887-Ciudad de México, 25 de abril de 1959), conocido como el Ave Negra, fue un militar mexicano que participó en la Revolución mexicana con el título de general, además de ser el emisario de confianza, secretario personal y uno de los revolucionarios más cercanos a Emiliano Zapata.

## Biografía y carrera

### Primeros años
Nació en Puebla de Zaragoza, estado de Puebla, aproximadamente en 1887, siendo hijo de Ismael Palafox y de Antonia Ibarrola. Fue estudiante de ingeniería en su ciudad natal y trabajó como vendedor y administrador de diversas compañías en varias partes de la República, desde Oaxaca hasta Sinaloa. Se le describe como un hombre de corta estatura, delgado y marcado de viruelas. Conoció a Emiliano Zapata en octubre de 1911, cuando era empleado de confianza en las haciendas de Tenango y Santa Clara, propiedad de Luis García Pimentel, en cuyo nombre hizo a Zapata una oferta.

### Revolución mexicana
Fue hecho prisionero pero poco a poco se fue ganando la confianza de Zapata. A mediados de 1912 fue comisionado para hablar con Emilio Vázquez Gómez que en ese entonces se encontraba exiliado en San Antonio, Estados Unidos. A su regreso le fueron reconocidos sus talentos administrativos y políticos, consolidando así su posición como secretario en el cuartel general y su influencia sobre Emiliano Zapata; para 1913 ejercía ya un control considerable de los asuntos del movimiento.

### Convención
Al entrar los zapatistas en la Ciudad de México, Palafox maniobró para figurar dentro del gobierno convencionista. En diciembre de 1914 fue designado secretario de Agricultura y Colonización, cargo que ejerció en los gabinetes de Eulalio Gutiérrez Ortiz, Roque González Garza y Francisco Lagos Cházaro y donde se propuso llevar a la práctica la causa agrarista del movimiento zapatista. A partir de enero de 1915 organizó su secretaría, fundó el Banco Nacional de Crédito Rural, ordenó el establecimiento de escuelas regionales de agricultura y el de una fábrica nacional de implementos agrícolas. Asimismo, creó una oficina especial de reparto de tierras, designó a los jóvenes agrónomos de la Escuela Nacional de Agricultura para que formaran parte de las comisiones encargadas del deslinde y la repartición de terrenos en los estados de Morelos, Puebla, Estado de México e incluso en la Ciudad de México. También confiscó todos los ingenios y destilerías de Morelos, que trabajaron como empresas públicas administradas por jefes revolucionarios. El 28 de octubre de 1915 promulgó la Ley Agraria, de la que fue creador. 
Además de agrarista, Palafox fue un político muy activo en el interior del zapatismo y en su relación con otras facciones. Los zapatistas lo apodaron «el Ave Negra», por su habilidad para la intriga. Actuó en el consejo de guerra del general Luis G. Cartón, en 1914, y en el de Otilio Montaño Sánchez en 1917.

### Decadencia revolucionaria

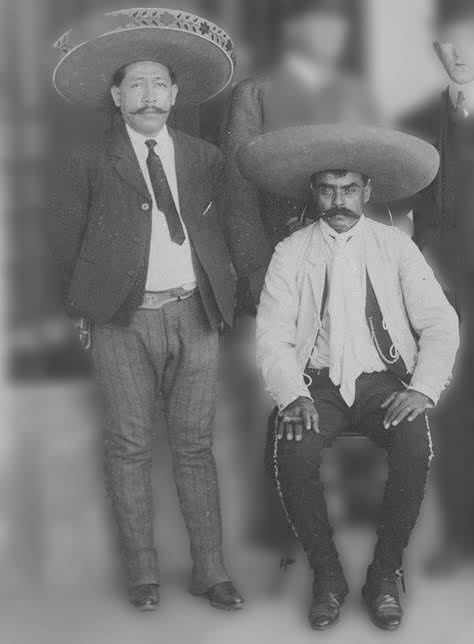
Palafox posando para una foto junto a Emiliano Zapata, c. 1917.

Entre los militares corría el rumor de que era gay, secreto que había logrado mantener oculto y que Emiliano Zapata sabía sin tener problemas con ello. Sin embargo, como Palafox acostumbraba tener poca o nula discreción en sus encuentros con otros hombres, sus acciones causaron molestia entre las tropas revolucionarias, por lo que en 1918, Zapata tomó la decisión de destituirlo de su puesto como general y principal emisario zapatista. En octubre de ese año huyó al campamento del general Cirilo Arenas Pérez, y en noviembre lanzó un manifiesto desconociendo a Zapata e invitando a los sureños a unirse a un movimiento agrarista organizado por él. Para su desgracia no obtuvo respuesta, pues todos los principales jefes se mantuvieron fieles al Atila del Sur, con excepción de Victorino Bárcenas. 
El 6 de agosto de 1919, junto con otros generales, lanzó el llamado Plan de Milpa Alta. En 1920 se sumó a la unificación revolucionaria y figuró en el Ejército Mexicano, sin volver a tener un puesto importante como el que llegó a ejercer.

## Muerte
El 25 de abril de 1959, Palafox falleció en Ciudad de México a los 72 años de edad. Otras fuentes señalan que pudo haber sido fusilado debido a sus preferencias sexuales, pero no hay registros históricos que comprueben esta versión. Su cuerpo fue enterrado en el Panteón Jardín, ubicado en la misma ciudad.